# Port lotniczy Siegen
Port lotniczy Siegerland (niem. Flughafen Siegerland, IATA: SGE, ICAO: EDGS) – lotnisko położone 30 km na południowy wschód od Siegen, w Burbach, w kraju związkowym Nadrenia Północna-Westfalia, w Niemczech.